# Equus giganteus
Calul uriaș (Equus giganteus) este o specie de cal dispărută care a trăit în America de Nord începând cu Blancan și a dispărut cu aproximativ 12.000 de ani în urmă, aproape de sfârșitul Pleistocenului, în aceeași perioadă ca cea mai mare parte a megafaunei din America. Cu înălțimea de până la 2,25 m la greabăn și cântărind 1200–1500 kg, această specie era la fel de mare sau mai mare decât majoritatea cailor de tracțiune.